# Ark
|  | Per a altres significats, vegeu «Ark (pel·lícula)». |

L'Ark és el programari de compressió de dades de l'entorn d'escriptori KDE, inclòs a la col·lecció de programari KDE Gear.

## Característiques
L'Ark no entén intrínsecament cap format d'arxiu, però actua com a frontal dels arxivadors de línia d'ordres. Pot treballar amb diferents programes en segon pla d'execució, com 7z, tar, rar, zip, gzip, bzip2, xz, rpm, cab, deb, xar i AppImage.
L'Ark es pot integrar al Konqueror, a través de la tecnologia KParts, si es té instal·lat el connector adequat del paquet kdeaddons. Un cop instal·lat, els arxius es poden afegir o treure a través dels menús contextuals del Konqueror.
Suporta l'edició de fitxers arxivats amb programes externs. També es poden esborrar fitxers de l'arxiu.